# Postposition
En grammaire, une postposition est un mot-outil utilisé dans certaines langues. Elle est placée après un mot d’une classe grammaticale nominale (nom, pronom), correspondant dans d’autres langues à une préposition. Le syntagme nominal ainsi formé remplit la fonction syntaxique de complément d’objet indirect ou circonstanciel.
Des linguistes ont remarqué que la postposition est préférée par des langues appartenant à un certain type syntaxique, les langues SOV, dans lesquelles l’ordre des mots prédominant est sujet-objet-verbe, alors que l’emploi de prépositions est typique pour les langues SVO (ordre des mots sujet-verbe-objet). Des langues à postpositions prédominantes se trouvent, par exemple, dans la famille des langues finno-ougriennes ou dans celle des langues turques. Par contre, la plupart des langues indo-européennes (à l'exception majeure des langues indo-aryennes) préfèrent les prépositions.

## Dans des langues préférant les postpositions
Une langue qui n’a pas de prépositions mais seulement des postpositions est le turc. Exemple : Kızlar denize doğru koșuyordu « Les filles couraient vers la mer ».
En japonais aussi, les mots correspondant aux prépositions sont de façon caractéristique des postpositions : Tōkyō kara (東京から, « de(puis) Tokyo »), Kyōto made (京都まで, « à/vers Kyoto »).
En hongrois, les COI et les CC sont exprimés presque exclusivement avec seulement des suffixes, avec seulement des postpositions ou avec les deux à la fois. Exemples :
- complément avec postposition seulement: Három nap múlva jövök haza « Je rentre à la maison dans trois jours[6];
- complément avec suffixe et postposition: Imrén kívül senki sem volt pontos « À part Imre, personne n’a été à l’heure »[7].

Certaines postpositions peuvent recevoir des suffixes personnels, les mêmes que ceux qui correspondent aux adjectifs possessifs français. On forme ainsi des COI et des CC équivalant à ceux qu’on exprime en français par des syntagmes préposition + pronom personnel. Par exemple, dans la phrase János nélkül nem megyünk, ő se megy nélkülünk « Nous n’y allons pas sans János, et lui non plus n’y va pas sans nous », la postposition correspondant à « sans » apparaît la deuxième fois avec le suffixe -ünk, le mot ainsi formé signifiant « sans nous ».
Il existe des langues dans lesquelles les postpositions sont prépondérantes mais qui possèdent des prépositions aussi, comme le finnois. Exemple : Ne odottaa kirkon edessä « Ils/Elles attendent devant l’église ». Dans cette langue également, il y a des compléments exprimés par des postpositions munies de suffixes personnels : He seisoivat edelleen edessäni « Ils/Elles continuaient de se tenir devant moi ».

## Dans des langues préférant les prépositions
Bien que la plupart des langues indo-européennes tendent à employer des prépositions, il en existe tout de même qui ont quelques postpositions aussi. De telles langues sont, par exemple :
- le latin classique[1] :
  - postposition accentuée, détachée du mot nominal : mortis causa « pour cause de décès » ;
  - postposition atone, attachée au mot nominal : nobiscum « avec nous », vobiscum « avec vous » ;
- l’anglais : ten years ago « il y a dix ans », ten years hence « dans dix ans », ten miles away « à dix milles (d’ici) »[5] ;
- l'allemand : den Fluss entlang « le long de la rivière » (mais on peut aussi l'employer comme préposition : entlang des Flusses) ;
- le français : « dix ans avant », « dix ans après ».

## Sources bibliographiques
- (en) Abondolo, Daniel Mario, Colloquial Finnish : The Complete Course for Beginners [« Finnois courant : cours complet pour débutants »], Londres / New York, Routledge, 1998,  (ISBN 0-203-13287-4) (consulté le 27 mars 2018)
- Dubois, Jean et al., Dictionnaire de linguistique, Paris, Larousse-Bordas/VUEF, 2002 (consulté le 11 avril 2023)
- (en) Eifring, Halvor et Theil, Rolf, Linguistics for Students of Asian and African Languages [« Linguistique pour étudiants en langues asiatiques et africaines »], Université d’Oslo, 2005 (consulté le 27 mars 2018)
- (en) Göksel, Aslı et Kerslake, Celia, Turkish: a Comprehensive Grammar [« Grammaire détaillée du turc »], Londres / New York, Routledge, 2005,  (ISBN 0-203-34076-0) (consulté le 27 mars 2018)
- (en) Rounds, Carol, Hungarian: an Essential Grammar [« Grammaire fondamentale du hongrois »], Londres / New York, Routledge, 2001  (ISBN 0-203-46519-9) (consulté le 11 avril 2023)